# Channa Mereya
Channa Mereya (La luz de mi alma), es una canción de la película india Ae Dil Hai Mushkil. La canción fue escrita por Amitabh Bhattacharya, compuesta por Pritam Chakraborty y cantada por Arijit Singh. Fue lanzada el 29 de septiembre del 2016 por Sony Music India.
La letra con un toque Sufi saca las emociones de un alma rota del corazón y luego trata de sanar al alma herida con el verso poético: "Sachi mohabbat shayad wahi hai, jisme junoon hai, par do dilon ki yaari mein bhi toh kitna sukoon hai", el cual significa: "El verdadero amor es aquello que está alimentado por la locura, pero no menos importante es la amistad de dos corazones en los que reside la paz". Igualmente en el verso 2: "Ek tarfa pyaar ki taqat hi kuch aur hoti hai. Auron ki rishton ki tarah ye do logo mei nahi battata, sirf mera haq hai ispe", también habla sobre el amor no correspondido y su impacto en el mismo. Karan Johar, El director de la película en el momento en que escuchó la canción, la aprobó y la declaró como "Bhattacharya", el cual declaró en una entrevista ante SpotboyE. Mientras tanto Ranbir Kapoor, en cuyo personaje retratado se basa la canción, reveló que "Channa Mereya", es con mucho, la mejor canción en toda su carrera.

## Versiones
- Versión unplugged de Mansi Bhardwaj's.[9]
- Versión unplugged de Kabir Singh's.[10]
- Cover de Shobhit Banwait's.[11]
- Versión Triste de Siddhant Bhosle's.[12]
- Versión unplugged de Siddharth Slathia's.[13]

Versiones originales
- Primera Versión de Lanzamiento.[14]
- Versión Lírica.[15]
- Versión Remix Por DJ Chetas.[16]
- Versión de la película.[17]
- Versión Unplugged Lírica.[18]

## Tablas de posiciones
"Channa Mereya" se encuentra dentro de la lista de las canciones Top de todos los tiempos.
| Semanal (2016 y 2017) | Posición | Referencia(s) |
| --------------------- | -------- | ------------- |
| Mirchi Top 20         | 1        | [ 20 ]        |

| Fin de año (2016) | Posición | Referencia(s) |
| ----------------- | -------- | ------------- |
| Mirchi Top 100    | 9        | [ 21 ]        |

## Reconocimientos
La versión Unplugged de la canción fue nominada por la crítica, como la canción del año en la 9ª edición de la Ceremonia de Premiación de la Música en India.
La canción ganó 11 premios, 9 de ellos se mencionan a continuación en detalle.
| Año  | Ceremonia de Premiación     | Categoría                                  | Receptor del Premio                           | Referencia(s) |
| ---- | --------------------------- | ------------------------------------------ | --------------------------------------------- | ------------- |
| 2016 | Premios Stardust            | Mejor Letrista                             | Amitabh Bhattacharya                          | [ 23 ]        |
| 2016 | Premios Stardust            | Mejor Playback Singer (Hombre)             | Arijit Singh                                  | [ 23 ]        |
| 2017 | Premios Mirchi Music        | Canción del Año, Por los críticos          | Amitabh Bhattacharya, Pritam and Arijit Singh | [ 24 ]        |
| 2017 | Premios Mirchi Music        | Elección de la Crítica al Letrista del Año | Amitabh Bhattacharya                          | [ 24 ]        |
| 2017 | Premios Filmfare            | Mejor Letrista                             | Amitabh Bhattacharya                          | [ 25 ]        |
| 2017 | Premios Zee Cine            | Canción del Año                            | Amitabh Bhattacharya, Pritam and Arijit Singh | [ 26 ]        |
| 2017 | Premios IIFA                | Mejor Letrista                             | Amitabh Bhattacharya                          | [ 27 ]        |
| 2017 | Premios MT20Jubilee         | Disco de Platino                           | Amitabh Bhattacharya, Pritam and Arijit Singh | [ 28 ]        |
| 2017 | News: 18 India Movie Awards | Mejor Letrista                             | Amitabh Bhattacharya                          | [ 29 ]        |